# Kirchenkar
La Kirchenkar è una pista sciistica situata a Gurgl, in Austria. Sul pendio, che si snoda sul Banker Kirchenkogel, si tengono gare di slalom speciale della Coppa Europa e, a partire dalla stagione 2023-2024, anche di Coppa del Mondo.

## Tracciato
La pista sciistica è caratterizzata dall'alta quota a cui è situata, infatti si sviluppa tra i 2490 e i 2270 metri di altitudine per un dislivello negativo di 220 metri, poco distante dal nucleo abitato di Hochgurgl. La pista è caratterizzata da una parte iniziale in media pendenza che termina in un muro molto ripido, paragonabile a quello della Rettenbach, il tracciato su cui si tengono gare di slalom gigante nella vicina Sölden. La parte finale della pista è più pianeggiante, con alcuni dossi e cambi di pendenza.

## Albo d'oro

### Uomini

#### Slalom speciale
| Data             | Competizione         | Primo         | Secondo             | Terzo            |
| ---------------- | -------------------- | ------------- | ------------------- | ---------------- |
| 18 novembre 2023 | Coppa del Mondo 2024 | Manuel Feller | Marco Schwarz       | Michael Matt     |
| 24 novembre 2024 | Coppa del Mondo 2025 | Clément Noël  | Kristoffer Jakobsen | Atle Lie McGrath |

### Donne

#### Slalom speciale
| Data             | Competizione         | Primo            | Secondo      | Terzo        |
| ---------------- | -------------------- | ---------------- | ------------ | ------------ |
| 23 novembre 2024 | Coppa del Mondo 2025 | Mikaela Shiffrin | Lara Colturi | Camille Rast |